# Röthbach (Sims)
Der Röthbach, im Oberlauf Seebachl, ist ein Fließgewässer im bayerischen Landkreis Rosenheim. Er entsteht im Tinninger See, fließt als Seebachl bis zum Sprenger Bächlein und wird ab dort Röthbach genannt. Einen zweiten Zufluss aus dem Tinninger See bildet die Aichach, die etwa 700 m östlich von Thansau auf den Röthbach trifft. Im weiteren Verlauf macht der Röthbach einen Bogen nach Norden und mündet schließlich von links in die Sims.